# لانس وارد
لانس وارد هو لاعب هوكي الجليد كندي، ولد في 2 يونيو 1978 في لويدمنستر في كندا.

## وصلات خارجية
- لانس وارد على موقع دوري الهوكي الوطني (الإنجليزية)
- لانس وارد على موقع قاعة مشاهير الهوكي (لاعب أن.إتش.أل) (الإنجليزية)
- لانس وارد على موقع EliteProspects.com (الإنجليزية)
- لانس وارد على موقع Eurohockey.com (الإنجليزية)
- لانس وارد على موقع HockeyDB.com (الإنجليزية)
- لانس وارد على موقع Hockey-Reference.com (الإنجليزية)